# قلمرو شیشیدو
قلمرو شیشیدو (به ژاپنی: 常陸宍戸藩, Hitachi-Shishido-han)، قلمرو فئودالی بود (هان (ژاپن)) تحت شوگون‌سالاری توکوگاوا دوره ادو ژاپن، واقع در ولایت هیتاچی (امروزه استان ایباراکی)، ژاپن بود.